# 荷兰赌场

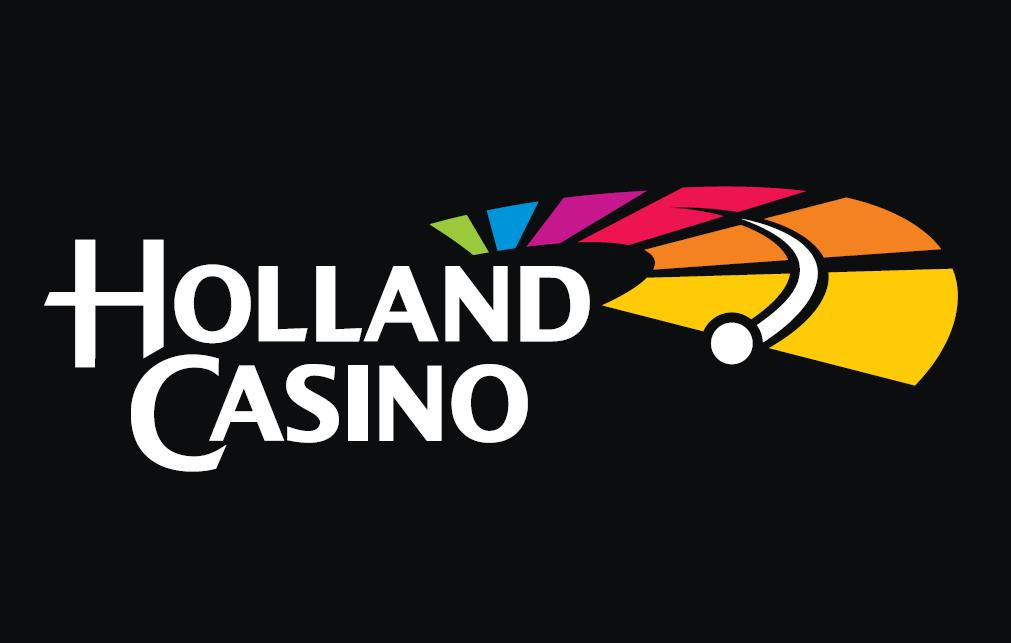
荷兰赌场logo

荷兰赌场是荷兰著名连锁赌场品牌，也是荷兰唯一一家能够合法经营的赌场。荷兰赌场于1976年在赞德沃特成立，这是荷兰唯一一家国家授权挂牌成立的赌场。荷兰赌场－阿姆斯特丹分店于1986年在荷兰首都阿姆斯特丹设立。
2016年荷兰赌场客流量为110万人次，个人平均消费额达到103欧元；2016年荷兰赌场实现税后收入7410万。

## 获奖经历
荷兰赌场积极响应国家政策，防止更多人沉迷赌博，获得2008年、2009年及2011年伦敦博彩奖“年度最具社会责任感赌场经营者”。此国际奖项只颁布给博彩行业中最富有责任感的企业家。荷兰赌场的预防沉迷措施被瑞典和加拿大等国家采用，以解决赌博成瘾问题。2010年，荷兰赌场获得最佳赌场经营者奖。

## 餐饮娱乐服务
荷兰赌场提供轮盘、宾果、二十一点、百家乐、德州扑克等赌博游戏。荷兰赌场在餐饮领域专注40余年，荷兰赌场的所有分支都有至少一家餐厅。荷兰赌场埃因霍温店的餐厅获得了荷兰 2017 IENS顶级餐厅殊荣，位列全荷兰412位。

### 阿姆斯特丹-丽都俱乐部
酒店巨头查尔斯·温克尔斯在两次世界大战之间建立了阿姆斯特丹丽都。1993年，一座在辛格运河上的大厦被改造成了一所水上酒馆，随后这所酒馆就成了阿姆斯特丹的丽都。在度过了50年代的丽都的鼎盛时期后，丽都作为阿姆斯特丹学生兵团的俱乐部从1965年的三月一直存续到七十年代中期。随后的20几年中，丽都逐渐衰败，接手的运营商使用了各种方法都未能使丽都恢复原有的繁华。1991年，丽都开始被用作于小型电影院，以及举办小型晚宴秀。随后，荷兰赌场在老监狱Weteringschans旁被建立。在1996年丽都被出售于荷兰赌场成为了如今的丽都俱乐部。丽都俱乐部经过荷兰赌场翻新后，成为了荷兰赌场－阿姆斯特丹最重要的一部分。俱乐部提供多种多样的娱乐晚会，如每月的喜剧之夜（Comedy Night）、贵宾之夜（We Are High Rollers）等。

## 历史[1]
1974年1月22日荷兰建立赌场游戏国家基金会Casinospelen。1975年12月17日 赌场游戏国家基金会取得开设赌场的许可证开始正式营业。之后，荷兰赌场陆续开设了14家分支机构，分布荷兰各个省份。1976年10月1日 荷兰赌场设立赞德沃特分店；1977年5月6日 荷兰赌场设立法尔肯堡分店；1979年10月4日 荷兰赌场设立斯赫弗宁恩分店；1985年11月29日 荷兰赌场设立鹿特丹分店；1986年12月1日 荷兰赌场设立阿姆斯特丹分店；1987年10月1日 荷兰赌场设立布雷达分店；1988年11月4日 荷兰赌场设立格罗宁根分店；1989年8月10日 荷兰赌场设立奈梅亨分店；1993年6月13日 荷兰赌场设立埃因霍芬店分店；1995年4月1日 荷兰赌场设立史基浦机场走廊E/F分店；2000年9月30日 荷兰赌场设立乌特勒支分店（乌特勒支的城市建设在5年内免于WRO第17条的约束）；2002年6月28日 荷兰赌场设立恩斯赫德分店；2006年3月8日 荷兰赌场设立芬洛设立分店（该区域的芬洛市政府5年内免于WRO第17条的约束）；2006年12月1日 荷兰赌场设立吕伐登分店；2014年4月17日 荷兰赌场宣布进行私有化重组。